# Bart De Bondt

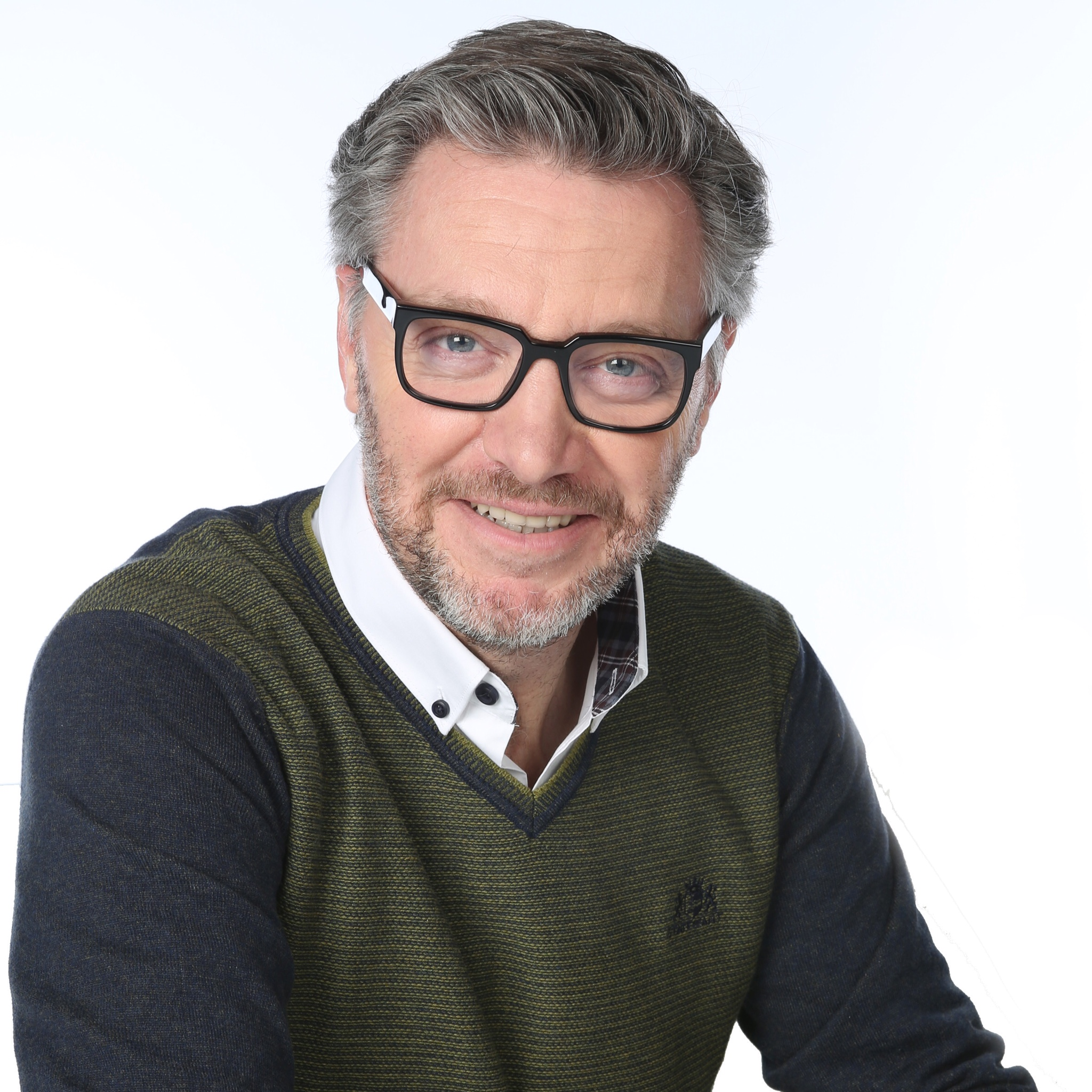
Bart De Bondt

Bart De Bondt (Reet, 31 december 1964) is een Belgisch schrijver, managementcoach en keynote speaker. Hij is gehuwd met Greet Rouffaer.

## Biografie
Tot 2009 werkte hij bij ING, waar hij van productie-inspecteur en afdelingshoofd doorheen verschillende functies opklom tot CEO van ING Verzekeringen in België. In 2010 schreef hij De Ladder van leiderschap, dat in 2011 genomineerd werd als "managementboek van het jaar 2011".
In 2006 nam De Bondt het initiatief tot "De Rode Knoop". Het ging over een actie rond de aanspreekbaarheid met in de voorbeeldfunctie "bekende of betrokken Vlamingen", die zichzelf als dusdanig (aanspreekbaar dus) "merkten" met een Rode Knoop. 'Mensen weer met elkaar aan het praten brengen' was het motto van die actie. De eerste Rode Knoop werd op 10 januari 2006 door de toenmalige provinciegouverneur Steve Stevaert te Hasselt uitgereikt aan het showbizzduo Nicole & Hugo. Er werden op één maand tijd meer dan 75.000 rode knopen verdeeld en dit verbindend initiatief haalde zelfs de kranten in Japan en China. 
Later stimuleerde hij 100 van zijn LinkedInrelaties om samen een boek te schrijven (100 In Zicht). De integrale opbrengst van dat werk werd geschonken aan 'Moeders voor Moeders'.
Bart De Bondt was tot 2023 algemeen directeur van YouthStart, een VZW onder de hoge bescherming van Koningin Mathilde die jaarlijks 1000 kanszoekende jongeren gratis traint tot persoonlijk ondernemerschap. Sindsdien legt hij zich toe op het geven van keynotes over zijn boeken happy@work en change@work en op een nieuwe carrière als fictie schrijver. Dat resulteerde al in een eerste literaire thriller 'Schaduwkant'. 

## Andere activiteiten
In 2013 maakte hij op het televisiescherm zijn debuut als acteur. Hij had o.a. gastoptredens in de fictiereeksen Rang1, Code 37, Amigos, Familie, Salamander en Crème de la Crème en speelde drie afleveringen aan de zijde van zijn echtgenote Greet Rouffaer in Aspe.